# Ghiacciaio Hargreaves (Terra della Principessa Elisabetta)
Il ghiacciaio Hargreaves è un ghiacciaio lungo situato sulla costa di Ingrid Christensen, nella Terra della Principessa Elisabetta, in Antartide. Il ghiacciaio, il cui punto più alto si trova a circa 100 m s.l.m., si trova in particolare circa 4 km a ovest del monte Caroline Mikkelsen e fluisce verso nord fino a entrare nella baia Sandefjord, a est del ghiacciaio Lambert.

## Storia
Il ghiacciaio Hargreaves fu mappato e battezzato nel 1952 dal geografo americano John H. Roscoe che effettuò un dettagliato studio dell'area basandosi su fotografie aeree scattate durante l'operazione Highjump, 1946-47. Roscoe diede alla formazione il suo attuale nome in onore di R. B. Hargreaves, un fotografo che prese parte a diverse ricognizioni aeree effettuate durante la sopraccitata operazione.